# Hydaticus arabicus
Hydaticus arabicus är en skalbaggsart som beskrevs av Guignot 1951. Hydaticus arabicus ingår i släktet Hydaticus och familjen dykare. Inga underarter finns listade i Catalogue of Life.